# 聖卡塔利納奧卡洛韋博拉
聖卡塔利納奧卡洛韋博拉（西班牙語：Santa Catalina o Calovébora），是巴拿馬的城鎮，位於該國西北部，由恩戈貝-布格雷特區的聖卡塔利納奧卡洛韋博拉區負責管轄，面積272.5平方公里，海拔高度19米，2010年人口2,963，人口密度每平方公里10.9人。